# Estación de Fira 1-MNAC
La estación de Fira 1-MNAC del metro de Barcelona, será una estación de la línea 2. Estará situada al lado del Museu Nacional d'Art de Catalunya. La estación estará equipada con ascensores y escaleras mecánicas. Su inauguración está propuesta para más allá de 2030.
| << cabecera | < estación | línea  | estación > | cabecera >>           |
| ----------- | ---------- | ------ | ---------- | --------------------- |
| Metro       |            |        |            |                       |
| Aeroport T1 | INEFC      | (20??) | Poble Sec  | Badalona Pompeu Fabra |